# Harveyope sejuncta
Harveyope sejuncta is een vlindersoort uit de familie van de prachtvlinders (Riodinidae), onderfamilie Riodininae.
Harveyope sejuncta werd in 1910 beschreven door Stichel.